# Феррейра, Матеус
Мате́ус Ферре́йра Го́мес (порт.-браз. Matheus Ferreira Gomes; родился 22 февраля 2006, Рио-де-Жанейро) — бразильский футболист, полузащитник клуба «Васко да Гама».

## Клубная карьера
Воспитанник футбольной академии клуба «Васко да Гама», за которую выступал с пятилетнего возраста. В апреле 2022 года подписал с клубом свой первый профессиональный контракт.

## Карьера в сборной
В 2023 году в составе сборной Бразилии до 17 лет сыграл на чемпионате Южной Америки для игроков до 17 лет. На турнире провёл 7 матча. Бразильцы в итоге стали чемпионами.

## Достижения
Сборная Бразилии (до 17 лет)
- Победитель чемпионата Южной Америки для игроков до 17 лет: 2023